# ベラベッカ

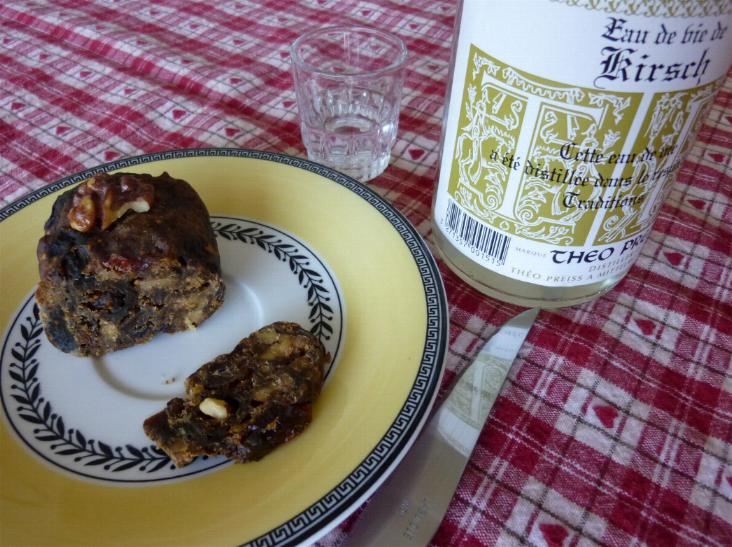
ベラベッカ。

ベラベッカまたはベラヴェッカ（アルザス語：Berawecka)とは、別名「パンドポワール」と呼ばれるフランスの伝統菓子の一つ。フランス・アルザス地方の言葉で、「ポワール（洋ナシ）のパン」を意味する。ドライフルーツやナッツなどの割合が多く、クリスマスに食べられる。

## 概要
一般的にはパン・オ・フリュイとして知られており、フランス・アルザス地方の言葉で”ポワール（洋ナシ）のパン”を意味する。フランス北東部のアルザス地方の代表的なお菓子とされており、クリスマスの時季に食べられる。日本でも、クリスマスの時季になると、デパートやパン屋などで販売しているところもある。
ドライフルーツをキルシュワッサーに漬け込んで、イースト生地で焼き上げたもの。洋ナシの他、レーズン、イチジク、プルーンなどフルーツや、アーモンド、ピスタチオなどのナッツが沢山が入っている。スパイスを使い、香り付けをする。
生地のつなぎは少量で、非常に濃厚な味であるため、食べ方としては薄くスライスしてワインや紅茶、コーヒーなどと食べるのが一般的。

## 歴史
アルザス地方では、かつては「新年のパン」「年賀のパン」として、新年の挨拶代わりに手土産として持っていく風習もあった。
ベラベッカの発祥の地であるアルザス地方は、ドイツとフランスに代わる代わる統治されてきた歴史があるため、両国の食文化が混ざり合っている。そのため、同じくクリスマスのお菓子であるドイツのシュトレンとベラベッカは、どちらもドライフルーツが入っていたりと、共通点も多い。

## 製造例
ベラベッカの配合の一例は次の通り。
発酵生地には、強力粉・ドライイースト・塩・砂糖・無塩バター
フィリングには、ドライポワール・ドライプルーン・レーズン・オレンジピール・ナッツ類・イチジク・シナモン・クローヴ・キルシュワッサーを使用する。
工程はおおまかに言うと、
ミキシング（材料を混ぜ合わせること）⇒一次発酵⇒分割⇒ベンチタイム⇒成形⇒焼成
※発酵生地以外の材料は一晩漬け込んでおく。